# -graphy
في اللغة الإنجليزية لاحقة (بالإنجليزية: graphy)‏ وترجمتها -قرافي أو -غرافي تعني «مجال الدراسة» أو المرتبطة ب «الكتابة»، وهو التحويل من -قرافيا الفرنسية الموروثة من -قرافيا اللاتينية، وهو الاقتراض المباشر ترجم من اليونانية.

## فنون
- cartography (بالعربية: علم رسم الخرائط) – فن ومجال صنع الخرائط
- فن الرقص – فن إنشاء وترتيب الرقصات أو الباليه
- choreography (بالعربية: تصوير سينمائي) – فن صنع خيارات الإضاءة والكاميرا عند تسجيل الصور الفوتوغرافية للسينما.
- كولا قرافي- في صناعة الطباعة، وهي تقنية فنية راقية تُستخدم فيها مواد ملصقة كصور تحمل الحبر على لوحة طباعة.
- الفن بالنار– فن تزيين الخشب أو غيرها من المواد مع علامات حرق.
- iconography (بالعربية: علم رسم الأيقونات) – فن تفسير المحتوى عن طريق الرموز.
- كليكسوقرافي – فن صناعة الصور من رؤوس الحبر.
- الطباعة الحجرية – تقنية الطباعة التخطيطية
- الليثوغرافيا الضوئية – طريقة التصنيع الجزئي في صناعة الإلكترونيات.
- المواد الإباحية – ممارسة واحتلال ونتيجة إنتاج صور أو كلمات مثيرة جنسياً.
- التصوير الفوتوغرافي – فن أو ممارسة أو شغل لأخذ وطباعة الصور.
- طباعة الشاشة الحريريه – تقنية الطباعة التي تستخدم استنسل مصنوع من مادة اصطناعية دقيقة يتم من خلالها فرض الحبر.
- تايسوقرافي – فن قراءة أوراق الشاي
- التصوير الحراري – التصوير الحراري.
- التصوير المقطعي – التصوير ثلاثي الأبعاد
- الطباعة – فن وتقنيات تصميم النوع
- تصوير الفيديو – فن وتقنيات تصوير الفيديو.
- التصوير بالألوان – في صناعة الطباعة، وهي تقنية فنية رائعة تستخدم مصفوفات الطباعة الزجاجية.
- تصوير جاف – وسيلة لنسخ الوثائق.

### جاري الكتابة
- كاقورافي، خط اليد سيئة أو الهجاء
- فن الخط – فن الكتابة اليدوية الجميلة
- الإملاء – قواعد الكتابة الصحيحة
- التصويرية – استخدام الصور التوضيحية
- إخفاء المعلومات – فن كتابة الرسائل المخفية
- التضيق – فن الكتابة في الاختزال

### علم
- الأشعة – استخدام الأشعة السينية لإنتاج الصور الطبية
- الجغرافيا – استخدام الصور لتصوير الأرض ومناطقها.

## أنواع الأعمال
- السيرة الذاتية – سيرة شخص كتبه ذلك الشخص
- ببليوغرافيا – قائمة بالكتابات المستخدمة أو التي ينظر فيها المؤلف في إعداد عمل معين
- السيرة الذاتية – حساب حياة الشخص
- ديسكغرفي – قائمة التسجيلات الصوتية
- Filmography – قائمة انتقائية لعناوين الأفلام التي تشترك في سمة مماثلة مثل نفس النوع، ونفس المخرج، ونفس الممثل، إلخ.
- ويب قرافي – ثبت المراجع على الإنترنت، أو قائمة مشابهة لمواقع الويب

## مجالات الدراسة
- علم الجغرافيا – جغرافية المريخ (يدرس السمات الفيزيائية لكوكب الأرض)
- رسم الخرائط – دراسة وصنع الخرائط
- علم الكونيات – دراسة وصنع خرائط الكون أو الكون
- التشفير – دراسة تأمين المعلومات.
- دراسة البلورات – دراسة البلورات
- الديموغرافيا – دراسة خصائص السكان البشريين، مثل الحجم والنمو والكثافة والتوزيع والإحصاءات الحيوية
- علم الدماغ – تسجيل الفولتية من الدماغ
- الاثنوغرافيا – دراسة الثقافات
- تصوير الأزهار – لغة الزهور
- الجغرافيا – دراسة العلاقات المكانية على سطح الأرض
- هاجغرافيا – دراسة القديسين
- التصوير المجسم – دراسة ورسم خرائط لمشروع الكمبيوتر الذي تم تصويره يسمى الصور المجسمة للحسابات التفاعلية والمساعدة.
- التأريخ – دراسة دراسة التاريخ
- الهيدروغرافيا – قياس ووصف أي مياه
- علم المحيطات – استكشاف ودراسة علمية للمحيط وظواهره
- علم الشجر – علم ودراسة الجبال
- نسخ طبق الأصل – استنساخ الرسومات من خلال الوسائل الميكانيكية أو الكهربائية
- التصوير الصوتي – دراسة ورسم الخرائط للميزات الفيزيائية للقمر
- التضاريس – دراسة شكل سطح الأرض وخصائصه أو خصائص الكواكب والأقمار والكويكبات
- اورانو قرافي – دراسة ورسم خرائط النجوم والأجسام الفضائية